# Brahim Díaz
Brahim Abdelkader Díaz (n. 8 august 1999), cunoscut ca Brahim, este un fotbalist profesionist care evoluează pe post de mijlocaș la clubul Real Madrid C.F și pentru echipa națională a Marocului. 

## Cariera de club

### Manchester City
La 21 septembrie 2016, Díaz a debutat la prima echipă pentru City, intrând pe teren în minutul 80' și înlocuindu-l pe Kelechi Iheanacho într-un meci contra Swansea City. Cinci zile mai târziu, el a semnat primul său contract profesional cu City, timp de trei ani.
Pe 19 decembrie 2017, Brahim a debutat în Cupa Ligii, jucând 88 minute împotriva celor de la Leicester City. El și-a făcut debutul în Premier League la 20 ianuarie 2018, printr-o victorie de 3-1 asupra la Newcastle United.
La 5 august 2018, Brahim a jucat ultimele 15 minute în locul lui Phil Foden, câștigând cu scorul 2-0 în fața la Chelsea.

### Real Madrid
În urma speculațiilor intense de transfer, însoțit de contractul său cu Manchester City, care urma să expire în iunie 2019, Brahim s-a alăturat la Real Madrid pe 6 ianuarie, pentru o taxă de transfer de 15,5 milioane de euro (17 milioane de euro). Contractul său, care este valabil până în 2025, include și eventuale suplimente care ar putea determina valoarea transferului să crească la 22 milioane de lire sterline (24 milioane euro). Transferul include, de asemenea, clauze care prevăd o taxă de vânzare de 15 procente care va fi primită de City, care ar crește până la 40% dacă Brahim pleacă din Madrid și se va transfera la "un alt club Manchester".
El a debutat pe 9 ianuarie 2019, intrând pe teren ca înlocuitor într-o victorie de 3-0 asupra celor de la UD Leganés în Copa del Rey. Debutul său în La Liga a venit după patru zile, când el a intrat ca înlocuitor într-o victorie de 2-1 asupra la Real Betis.

## Cariera internațională
Brahim și-a făcut primele sale apariții la naționala de tineret a Spaniei la vârsta de 16 ani, unde a primit laude pentru performanțele sale pentru U17 în 2016. Are o selecție și la naționala de seniori a Spaniei, dar din 2024 a ales să joace pentru Maroc. 

## Statistici de carieră
| Club            | Sezon         | Ligă           | Ligă     | Ligă   | Cupa națională și Copa del Rey}} | Cupa națională și Copa del Rey}} | Cupa de ligă | Cupa de ligă | Europa   | Europa | Altele   | Altele | Total    | Total  |
| Club            | Sezon         | Diviziune      | Apariții | Goluri | Apariții                         | Goluri                           | Apariții     | Goluri       | Apariții | Goluri | Apariții | Goluri | Apariții | Goluri |
| --------------- | ------------- | -------------- | -------- | ------ | -------------------------------- | -------------------------------- | ------------ | ------------ | -------- | ------ | -------- | ------ | -------- | ------ |
| Manchester City | 2016–17       | Premier League | 0        | 0      | 0                                | 0                                | 1            | 0            | 0        | 0      | —        | —      | 1        | 0      |
| Manchester City | 2017–18       | Premier League | 5        | 0      | 1                                | 0                                | 1            | 0            | 3        | 0      | —        | —      | 10       | 0      |
| Manchester City | 2018–19       | Premier League | 0        | 0      | 0                                | 0                                | 3            | 2            | 0        | 0      | 1        | 0      | 4        | 2      |
| Manchester City | Total         | Total          | 5        | 0      | 1                                | 0                                | 5            | 2            | 3        | 0      | 1        | 0      | 15       | 2      |
| Real Madrid     | 2018–19       | La Liga        | 5        | 0      | 2                                | 0                                | —            | —            | 0        | 0      | —        | —      | 7        | 0      |
| Total Carieră   | Total Carieră | Total Carieră  | 10       | 0      | 3                                | 0                                | 5            | 2            | 3        | 0      | 1        | 0      | 22       | 2      |

1. ↑  Apariții în UEFA Champions League
2. ↑  Apariții in FA Community Shield

## Palmares
- Premier League: 2017–18
- FA Community Shield: 2018 FA Community Shield
- La Liga: 2019-2020